# Waanzin-Waanzuit
Waanzin-Waanzuit (Frans: Rubrique-à-Brac) is een Franse stripreeks bedacht, geschreven en getekend door Marcel Gotlib.

## Geschiedenis
De strip verscheen van 1968 tot 1974 in het Franse jeugdtijdschrift Pilote. In 1974 verschenen enkele afleveringen in het Nederlandse stripweekblad Pep. De strip was de opvolger van de door Gotlib en René Goscinny geproduceerde serie Les Dingodossiers. In 1967 had Goscinny aan Gotlib gevraagd om deze serie zelfstandig voort te zetten. Het vervolg kreeg de titel Rubrique-à-Brac, een porte-manteauwoord van de Franse woorden rubrique (rubriek) and bric-à-brac.
De stripreeks betreft een serie op zichzelf staande gagstrips vol absurdistische humor. In de afleveringen zijn enkele running gags en terugkerende karakters, zoals een karikatuur van Isaac Newton bij wie allerlei zaken op z’n hoofd vallen waaronder de beroemde appel, een lieveheersbeestje en een karikatuur van Marcel Gotlib zelf.
Nadat de strip was gestopt in 1974, verscheen in 1997 een nieuwe reeks verhalen onder de titel a Rubrique-à-brac Gallery, waarin Gotlib de geschiedenis van een aantal meesterwerken uit de kunstgeschiedenis op de hak neemt, waaronder de Mona Lisa van Leonardo da Vinci en Le Sacre de Napoléon van Jacques-Louis David.

## Albums
Uitgeverij Dargaud heeft de verhalen tussen 1970 en 1974 uitgegeven in vijf albums, die tussen 1979 en 1985 ook in het Nederlands:
1. Waanzin Waanzuit 1 (1979)
2. Waanzin Waanzuit 2 (1982)
3. Waanzin Waanzuit 3 (1984)
4. Waanzin Waanzuit 4 (1984)
5. Waanzin Waanzuit 5 (1985)